# وي باي
شركة وي باي (بالإنجليزية: WePay)‏ مزود يقدم خدمة الدفع عبر الإنترنت، يقع مقر الشركة في الولايات المتحدة. وتقدم حلول متكاملة وقابلة للتخصيص للدفع، من خلال واجهة برمجة التطبيقات الخاصة بها، لمنصات الأعمال مثل مواقع التمويل الجماعي والأسواق وشركات برمجيات الأعمال الصغيرة. وتوفر للشركاء الحماية من الاحتيال والمخاطر.

## الشراكة
اعتبارًا من عام 2015، تم استخدام وي باي من قبل أكثر من 1000 شركة ومنظمة غير ربحية. كما عملت الشركة مع أبل باي وجوجل باي لتمكين العملاء من إجراء معاملات الدفع.

## روابط خارجية
- الموقع الرسمي